# Eva (Alabama)
Eva város az USA Alabama államában, Morgan megyében. Lakosainak száma 589 fő (2020. április 1.).

## Népesség
A település népességének változása:

| 2010 | 519 |
| 2020 | 589 |